# 1903
Cette page concerne l'année 1903 (MCMIII en chiffres romains) du calendrier grégorien.
L'année 1903 est une année commune qui commence un jeudi.

## En bref
- 19 - 21 avril : pogrom de Kichinev.
- 2 août : insurrection d’Ilinden.
- 3 novembre : indépendance du Panama.
- 12 décembre : début de l’expédition militaire britannique au Tibet.

## Événements

### Afrique
- 23 janvier : l’aménokal Fihroun, chef des Touaregs Oulliminden depuis octobre 1902, fait sa reddition à Gao au lieutenant-colonel Jean Dagnaux[1].
- Janvier : une colonne britannique, venue de Wau, entre sur le territoire des Azande (entre le Soudan anglo-égyptien et l'État indépendant du Congo), à l'invitation de leur chef Yambio. Elle est attaquée par les Azande et doit se replier. Une deuxième colonne connait le même sort en janvier 1904. Attaqué par les Belges en janvier 1905, Yambio est vaincu et meurt le 10 février 1905. Son peuple continue la lutte jusqu’en 1908[2].
- 3 février : les Britanniques occupent sans difficultés Kano, puis Sokoto du 14 au 21 mars (nord du Nigeria). Les Haoussas reconnaissent leur autorité[3].
- 29 mars : combat de Ksar el Azoudj à la frontière du Maroc et de l'Algérie[4].
- 23 avril : le ministre britannique des Colonies Joseph Chamberlain propose à Theodor Herzl, président de l’Organisation sioniste, la création d’un territoire juif au Kenya (projet Ouganda) ; la proposition est rejetée en 1905 par le septième Congrès Sioniste[5].
- 20 mai : signature entre la Grande-Bretagne et la France de deux conventions de bail concernant les Enclaves de Forcados et Badjibo, sur le fleuve Niger, dans l'actuel Nigeria[6].

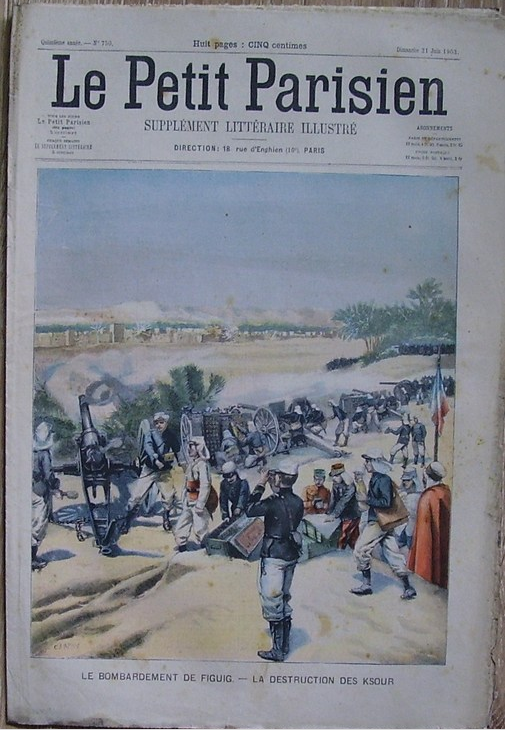
Le bombardement deFiguig. Le Petit Parisien, Juin 1903.

- 31 mai : le gouverneur général de l'Algérie, Jonnart en tournée d'inspection dans le Sud-Oranais, est attaqué par les Marocains de Zenaga à l'entrée de l'oasis de Figuig. Les Français ripostent en bombardant le Ksar Zenaga le 8 juin[7].
- 6 juin : traité de Kiganda. Mwezi IV Gisabo, souverain du Burundi reconnait le protectorat allemand[8].
- 14 juillet : exécution d'un guide indigène à la dynamite à Fort Crampel, en Oubangui-Chari par Fernand Gaud et Georges Toqué[9]. Début de l'affaire Gaud-Toqué.
- 17 - 20 août : victoire française sur les nomades zayanes qui assiègent le poste de Taghit dans le Sud-oranais[10].

- 28 août : Hut tax : East Africa Hut Tax Ordinance[11]. Mise en place de la capitation (poll-tax) au Kenya.
- 30 août : reddition du brigand Kadungure Mapondera (en) ; il est condamné à sept ans de prison et meurt en prison en 1904 des suites d'une grève de la faim[12]. Depuis les années 1890, s’opposant à l’implantation des Européens, il sévit au Mozambique et Rhodésie du Sud, à la tête d’une troupe entraînée et armée, qui attaque l’armée coloniale, l’administration des impôts, les agents recruteurs et les compagnies commerciales. D’autres chefs de bandes sévissent à la même époque : Dambakushamba, Samakungu et Moave au Mozambique, Mundu et Orloog en Angola, Kasongo Nyembo et Kiamfu au Congo belge[13].
- 2 septembre : l'attaque d'un convoi de ravitaillement français par les berbères du Maroc à El-Moungar dans le Sud-oranais fait 36 morts et 47 blessés[10].
- 1er octobre - 25 novembre : expédition du lieutenant Guillo-Lohan dans le Hoggar[14].
- 3 novembre : soumission de Illi, chef des Touaregs Ifoghas de l'Adrar[15]. Les Ifogha sont rattachés au territoire militaire de Tombouctou et un poste est créé à Kidal.
- 24 novembre : décret Roume, arrêté portant création du système scolaire en AOF[16]. L’enseignement donné aux Africains est principalement technique et professionnel.

### Amérique
- 9 janvier : signature à Buenos Aires d’un protocole de désarmement entre l’Argentine et le Chili[17].
- 31 janvier : accord entre le gouvernement des États-Unis et la République dominicaine qui s'engage à verser 4,5 millions de dollars or à la Santo Domingo Improvement Company[18].
- 16 et 23 février : traité américano-cubain. La république de Cuba loue à perpétuité aux États-Unis l'entrée de la baie de Guantánamo dans le but d'établir une base navale[19].
- 1er mars : José Batlle y Ordóñez (Batllismo, 1856-1929) devient président de l’Uruguay[20] (1903-1907 et 1911-1916). Il consolide la démocratie et doit faire face à une révolte armée du Parti national (Parti Blanco) et mettre fin aux divisions internes de son propre parti (Parti Colorado).
- 22 mars : le docteur Oswaldo Cruz devient directeur de la santé publique au Brésil. Assainissement de Rio de Janeiro par son action (1903-1906)[21].
- 29 mars : liaison TSF entre Londres et New York[22].
- 30 mars : intervention américaine en République dominicaine (fin en 1905)[23].
- 22 mai : traité permanent entre Cuba et les États-Unis entérinant l'Amendement Platt. Cuba devient un protectorat américain. Les États-Unis ont le droit d'intervenir dans l'île[24].
- 16 juin : naissance de la Ford Motor Company[25].
- 20 octobre : conclusion du différend frontalier en Alaska entre les États-Unis et le Canada au profit des États-Unis[26].

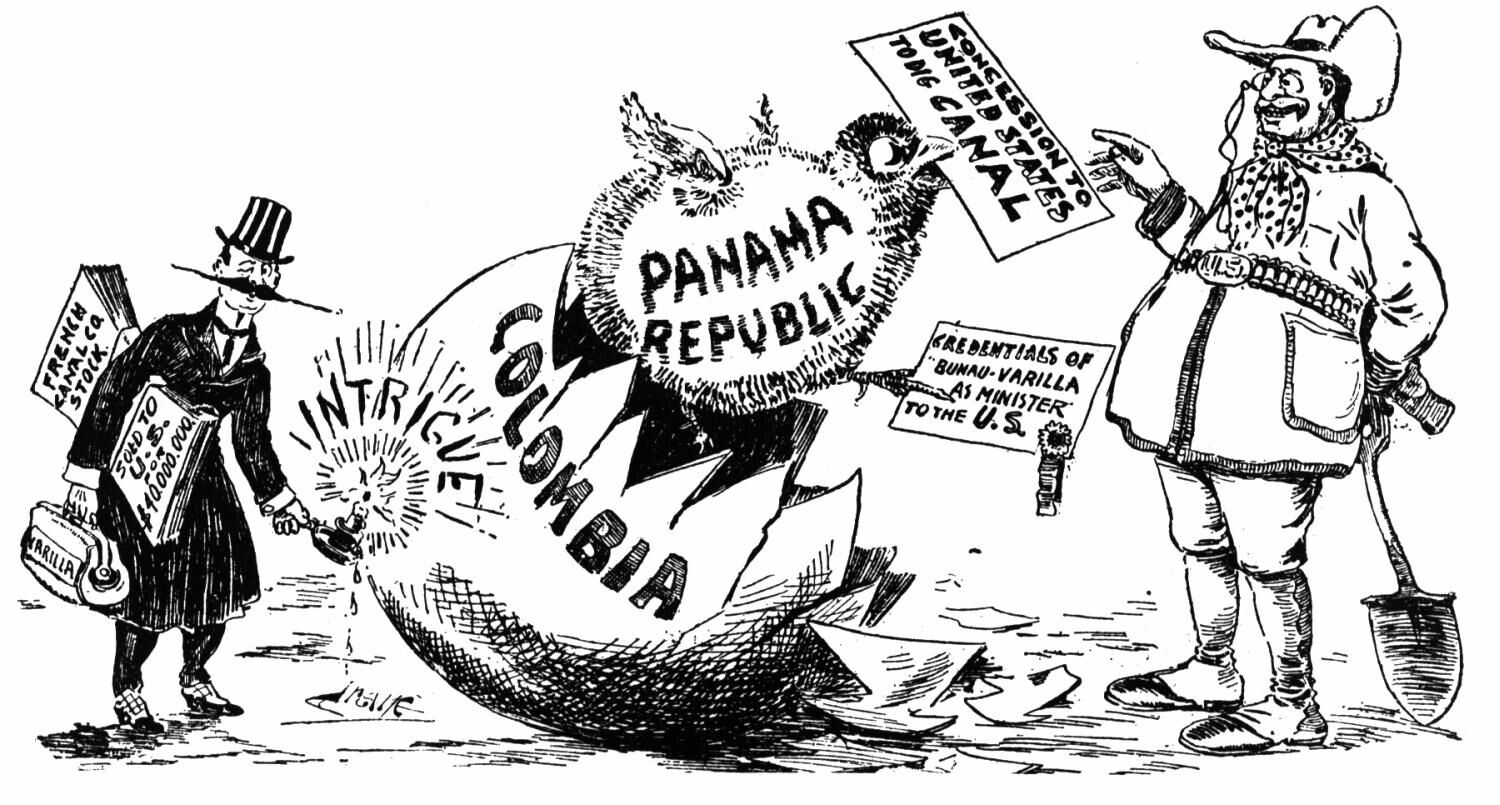
18 novembre : traité Hay-Bunau-Varilla. Caricature américaine de 1903 représentant Bunau-Varilla et Roosevelt.

- 3 novembre : indépendance du Panama[27]. Les États-Unis suscitent une révolte « opportune » à Panama où la Colombie persiste à leur refuser la construction d’un canal.
- 17 novembre : traité de Petrópolis entre la Bolivie et le Brésil[28].
- 18 novembre : le traité Hay-Bunau-Varilla accorde aux États-Unis, à perpétuité le contrôle et l'exploitation du canal de Panama[27]. Le Panama est sous protectorat américain (1903-1939).
- 17 décembre : premier vol d'un avion, le Wright Flyer, avec lequel les frères Orville et Wilbur Wright effectuent les premiers vols contrôlés et motorisés de l'histoire de l'aviation, à Kitty Hawk en Caroline du Nord.

### Asie et Proche-Orient
- 5 mars : signature de la convention définitive relative au chemin de fer de Bagdad entre le gouvernement ottoman et les représentants de la Deutsche Bank et de la société du chemin de fer d’Anatolie[29].
- 28 avril : tremblement de terre entre Malazgirt et Patnos en Turquie ; il fait 3 500 victimes, environ 12 000 maisons sont détruites et 20 000 animaux sont tués[30]. Dégâts mineurs jusqu'à Erzurum et Bitlis. Une forte réplique fait des victimes supplémentaires le 6 août[31].
- 11 mai : le projet d’implantation d’un foyer juif dans le Sinaï est rejetée par les autorités anglo-égyptiennes[32].
- 28 mai : en Turquie, un nouveau tremblement de terre fait 2 000 victimes à Göle[31].
- 23 juillet : loi de décentralisation en Indonésie[33].

Logo de l'équipe de football de Beşiktaş.

- Logo de l'équipe de football de Beşiktaş.12 décembre : le Tibet, pratiquement libéré de la suzeraineté chinoise, est envahi par les Britanniques du colonel Francis Younghusband, qui s’inquiètent de l’expansion russe en Asie centrale. Après le massacre de Guru (31 mars 1904), les Britanniques avancent jusqu’à Lhassa (3 août 1904) où les officiels tibétains doivent les rencontrer. Ils parviennent à obtenir des accords commerciaux (7 septembre 1904). Le dalaï-lama s’enfuit vers la Mongolie[34]. Le journaliste Perceval Landon (1869-1927), correspondant du Times, qui accompagne l’expédition de Younghusband, observe la société tibétaine et rapporte croquis et photographies[35].

- Échec de révoltes antifiscales en Mongolie[36].

### Europe
- 1er janvier : réforme de l’orthographe allemande[37].
- 23 février : naissance de John August Sutter.
- 11 mars, Royaume-Uni : première victoire d’un candidat travailliste, Will Crooks (en), à l’élection partielle de Woolwich[38].
- 4 avril : pogrom antijuif à Kichinev, ville russe de Bessarabie qui fait une cinquantaine de morts et de nombreux blessés[39].
- 11 avril : à la suite de l’échec de la grande grève des chemins de fer aux Pays-Bas, le parlement néerlandais interdit toutes grèves dans les chemins de fer et prévoit des peines de prison pour les contrevenants[40].

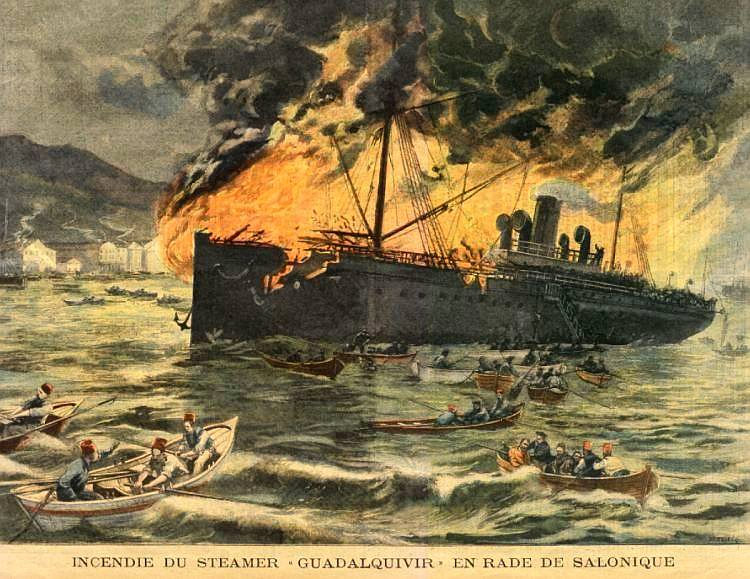
28 avril : incendie du vapeur Guadalquivir.

- 28-29 avril : série d’attentats commis à Thessalonique par les bateliers de Salonique, un petit groupe anarchiste lié aux comités de l’Organisation révolutionnaire intérieure macédonienne (Comitadjis) ; le navire français Guadalquivir est incendié dans le port, et le lendemain les conduites de gaz d'éclairage sont sabotées et la succursale de la Banque Ottomane de la ville est détruite à la dynamite ; la loi martiale est proclamé en Macédoine[41].
- 1er-4 mai : voyage à Paris du roi du Royaume-Uni Édouard VII, visant à renouer des contacts avec la France après l’affaire de Fachoda, afin de jeter les bases de l'Entente cordiale[42].
- 4 mai : mort du révolutionnaire de l'ORIM Gotsé Deltchev lors d'une embuscade de la police turque près du village de Banitsa[41].
- 27 mai : fondation en Allemagne de la société Telefunken[43].
- 11 juin : coup d'État en Serbie ; assassinat du roi Alexandre Ier Obrenovitch, de son épouse et de ses principaux ministres par des officiers nationalistes. Pierre Ier Karageorgévitch lui succède[44].
- 16 juin : élection en Allemagne[45]. Les sociaux-démocrates obtiennent 31,7 % des suffrages et 81 sièges. Le Zentrum obtient 101 sièges. Les conservateurs 54 sièges et le parti de l’empire 21.
- 6-9 juillet : voyage d'Émile Loubet à Londres[42].
- 30 juillet : le second Congrès du Parti social-démocrate russe commence à Bruxelles. La police belge force les délégués à partir pour Londres le 6 août. Le congrès s’achève le 23 août[46].
- 2 août (20 juillet du calendrier julien) : insurrection d’Ilinden, révolte nationaliste de la population bulgare de la Macédoine et de la Thrace contre l’administration turque, réprimé par l’armée ottomane[47] qui reprend le contrôle de la région en octobre[48].
- 4 août : élection du pape Pie X (fin de pontificat en 1914)[49].
- 23 août : fin du congrès de Londres du Parti social-démocrate russe, scission entre Bolcheviks (partie majoritaire dirigé par Lénine) et Mencheviks[46].
- 9 septembre, Royaume-Uni : démission de Joseph Chamberlain, secrétaire d’État aux Colonies. Il inaugure une campagne protectionniste[50].
- 2 octobre : rencontre entre François-Joseph d'Autriche et Nicolas II de Russie à Mürzsteg. Accord sur la Macédoine pour une administration spéciale de la région sous contrôle des puissances européennes[48]. Le programme de Mürzsteg est soumis le 22 octobre au sultan Abdülhamid II qui l'accepte avec réticence le 25 novembre[51].
- 10 octobre, Royaume-Uni : fondation de l’Union politique et sociale des femmes (suffragettes) par Emmeline Pankhurst[52].
- 3 novembre : gouvernement István Tisza en Hongrie (fin en 1905)[53].
- 3 décembre : le parlement norvégien repousse à l’unanimité le droit de vote pour les femmes[54].
- 15 décembre : gouvernement conservateur d’Antonio Maura en Espagne (1903-1904 et 1907-1909)[55]. Il tente d’apporter une solution moderniste aux problèmes les plus urgents.
- 24 décembre : Loi du 24 décembre 1903 sur les accidents de travail en Belgique.

#### Empire russe
- 10 mars (26 février du calendrier julien) : manifeste impérial proclamant l’immutabilité du lot communal, mais aussi le droit des paysans de créer des tenures extérieures[56].

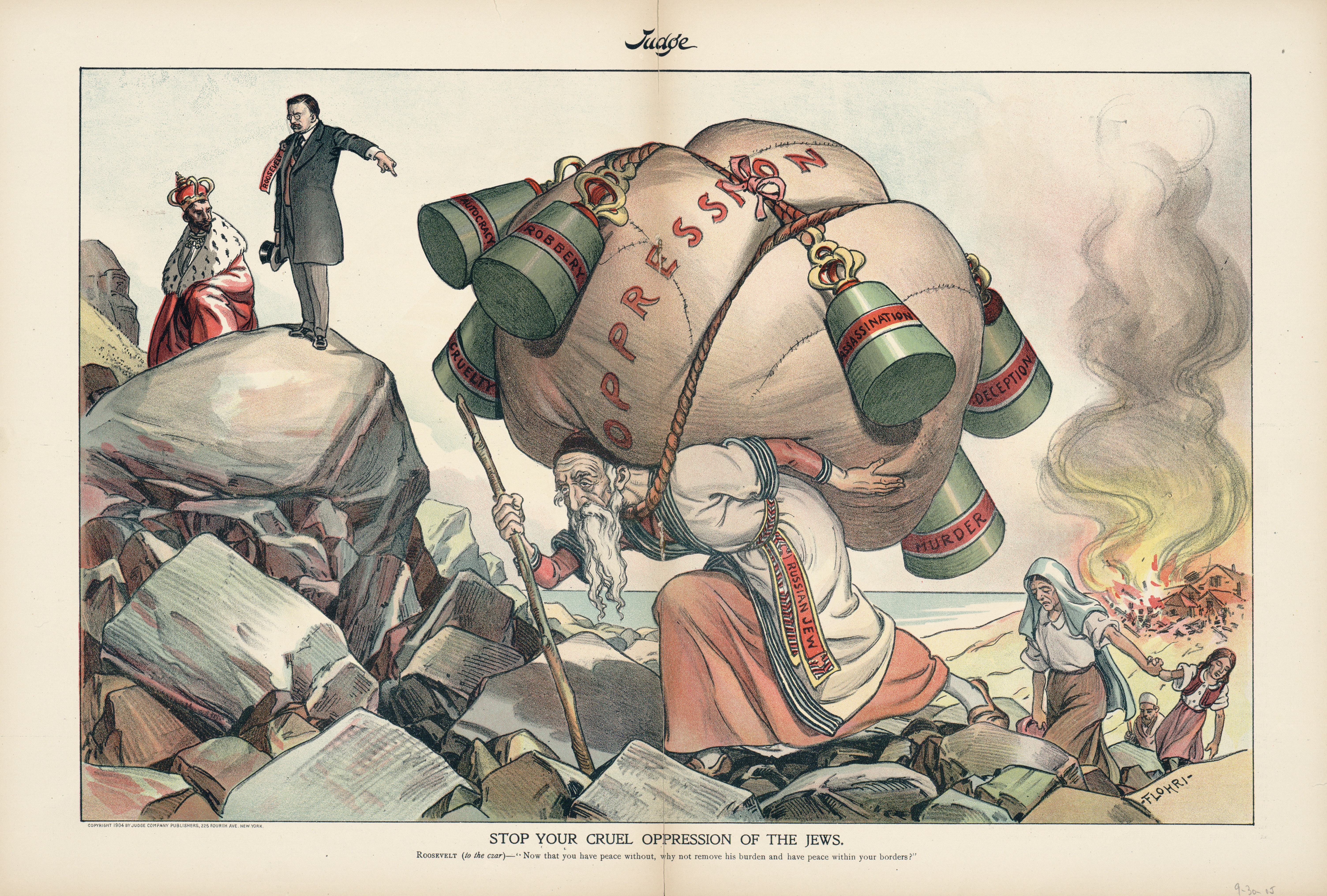
Avril : Pogrom de Kichinev. Caricature de 1904. Les États-Unis au tsar : Arrêtez votre cruelle oppression sur les Juifs.

- 19 - 21 avril (6-8 avril du calendrier julien) : pogrom de Kichinev en Bessarabie avec la complicité des autorités locales (Plehwe). Quarante-neuf morts et 500 blessés[57]. Deux mille familles perdent leur foyer.
- 15 juin (2 juin du calendrier julien) : loi sur la responsabilité de l’employeur dans les accidents du travail[58].
- 23 juin (10 juin du calendrier julien) : loi sur la création d’un délégué ouvrier (staroste) dans les usines[59].
- Juin : confiscation des biens du clergé arménien[60]. Russification de l’Arménie.
- 17 juillet : début d’une grève générale[61]. Accroissement des mouvements de grève : Odessa, Bakou dès le 1er juillet, Tiflis le 14, Batoum le 17[62], le 22 à Kiev[63]. 200 000 grévistes dans les centres industriels de Transcaucasie et d’Ukraine[64].
- 30 juillet - 23 août (17 juillet - 10 août du calendrier julien) : deuxième congrès du POSDR à Bruxelles, puis à Londres[46]. Division entre bolcheviks (Lénine) et menchevik (Julius Martov) sur la conception du parti. Retrait du Bund auquel on refuse l’autonomie[65].
- 2 - 4 août (20 - 22 juillet du calendrier julien) : fondation à Schaffhouse de l’Union de Libération par les diverses composantes libérales rassemblées autour de la revue Libération[66].
- 12 août (30 juillet du calendrier julien) : création de la vice-royauté d’Extrême-Orient[67]. Les relations avec le Japon se dégradent, en partie à cause de l’action de certains milieux dirigeant russes : intrigue du « lobby » coréen de Bezobrazov, nomination de l’amiral Alexeïev comme vice-roi d’Extrême-Orient, maintient des troupes d’occupation russe en Mandchourie[68].
- 29 août (16 août du calendrier julien) : disgrâce de Serge Witte, contraint d’abandonner le ministère des finances[69].
- Septembre : Trotski prend position contre Lénine et adhère à la fraction menchevik[70].

## Prix Nobel
- Prix Nobel de physique : Antoine Henri Becquerel, Pierre Curie et Marie Curie
- Prix Nobel de chimie : Svante August Arrhenius
- Prix Nobel de physiologie ou médecine : Niels Ryberg Finsen
- Prix Nobel de littérature : Bjørnstjerne Bjørnson
- Prix Nobel de la paix : William Randal Cremer

## Décès en 1903

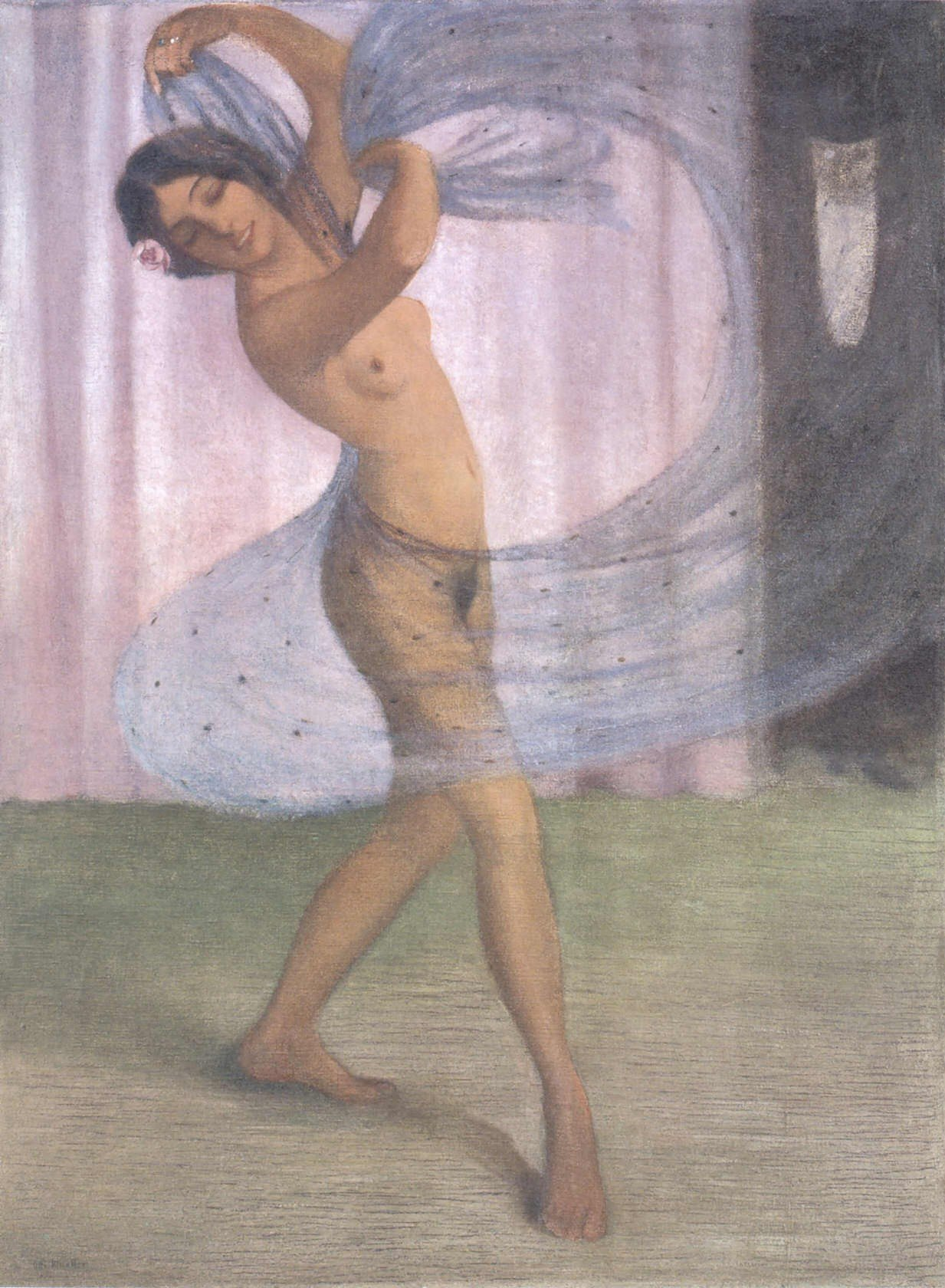
La danse du voile toile d'Otto Mueller.La peinture en 1903 sur Commons